# Gomesa foliosa
Gomesa foliosa är en orkidéart som först beskrevs av William Jackson Hooker, och fick sitt nu gällande namn av Johann Friedrich Klotzsch och Heinrich Gustav Reichenbach. Gomesa foliosa ingår i släktet Gomesa och familjen orkidéer. Inga underarter finns listade i Catalogue of Life.